# 葛井根主
葛井 根主（ふじい の ねぬし、生没年不詳）は、奈良時代の貴族。官位は正五位下・大膳亮。

## 経歴
淳仁朝の天平宝字5年（761年）外従五位下に叙せられる。天平宝字8年（764年）正月に備中介に任ぜられるが、藤原仲麻呂の乱後の10月に阿波守に転じる。
称徳朝の神護景雲元年（767年）二階昇進して外正五位下に叙せられると、翌神護景雲2年（768年）衛門大尉兼内竪大丞として京官に遷っている。光仁朝の宝亀2年（771年）内位の従五位下に叙せられる。
桓武朝初頭の天応元年（781年）造宮少輔に任ぜられるが、翌天応2年（782年）4月に行政改革と長岡京遷都に向けた組織の再編成を目的として造宮省が廃止されると、5月に木工助、6月に木工頭に転じている。延暦2年（783年）従五位上に叙せられるが、延暦4年（785年）には伊予守として地方官に転じた。延暦9年（790年）大膳亮として京官に復し、延暦10年（791年）正五位下に至る。

## 官歴
『続日本紀』による。
- 時期不詳：正六位上
- 天平宝字5年（761年） 10月28日：外従五位下
- 天平宝字8年（764年） 正月21日：備中介。10月11日：阿波守
- 神護景雲元年（767年） 5月30日：外正五位下（越階）
- 神護景雲2年（768年） 2月18日：衛門大尉。6月29日：兼内豎大丞
- 宝亀2年（771年） 11月25日：従五位下（内位）
- 天応元年（781年） 5月25日：造宮少輔
- 天応2年（782年） 5月17日：木工助。6月20日：木工頭
- 延暦2年（783年） 4月18日：従五位上
- 延暦4年（785年） 正月15日：伊予守
- 延暦9年（790年） 7月24日：大膳亮
- 延暦10年（791年） 正月7日：正五位下